# Hopes & Fears
Hopes & Fears – popowa kompozycja autorstwa Yolandy Quartey i Stew Jacksona zrealizowana na kompilacyjny album Willa Younga pt. The Hits (2009). Listopadem 2009 r. utwór wydano jako pierwszy i zarazem finalny singel promujący ową płytę.
Singel notowany był zaledwie w jednym zestawieniu – na liście UK Singles Chart, gdzie zajął pozycję #65.

## Listy utworów i formaty singla
Digital Download
1. „Hopes & Fears”
2. „Love Is a Matter of Distance (Live)”
3. „Very Kind (Live)”